# Malmaison

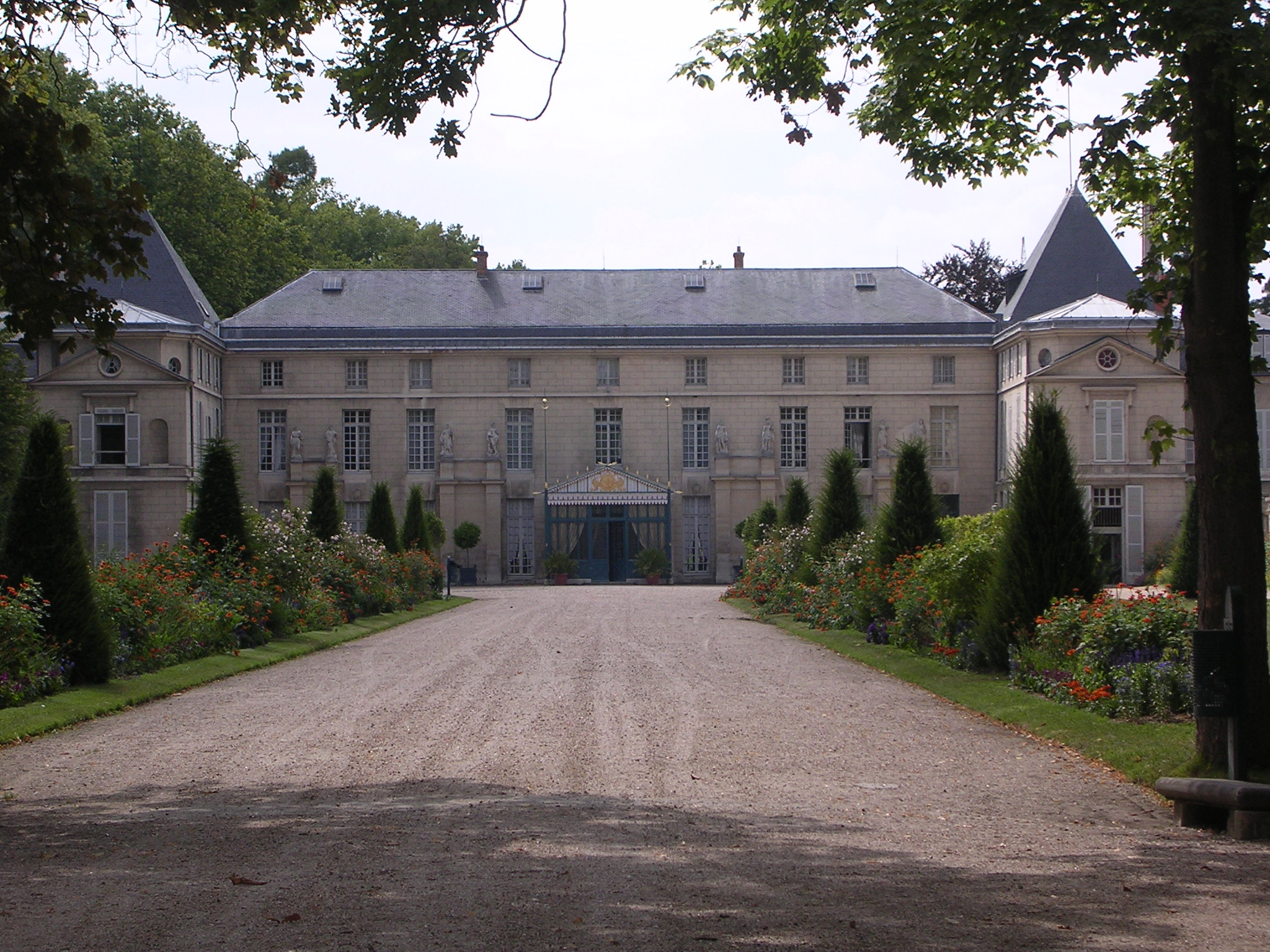
A malmaisoni kastély

Malmaison híres kastély Franciaországban, Párizstól 12 km-re északnyugatra, a Szajna bal partján.

## Története
A 18. században épült kastély tulajdonosa 1771-99-ig Jacques Antoine Marie Lemoine bankár volt. 1798-ban Joséphine de Beauharnais, Alexandre de Beauharnais tábornok özvegye, Bonaparte Napóleon tábornok első felesége) vásárolta meg és újíttatta fel Bonaparte építészeivel, Pierre François Léonard Fontaine-nel és Charles Percier-vel.
I. Napóleon császár 1815-ben a Waterloonál elszenvedett veresége után ide vonult vissza, mielőtt a Szent Ilona szigetre vitték száműzetésbe.
Válása után a kastély Joséphine állandó lakhelye lett, itt is hunyt el. 1870-ben a poroszok kifosztották a kastélyt. Az épület mellett a park is nagyon népszerű volt, a tájképi kertek (a szakirodalomban angolparkokként is hivatkoznak rá) iskolapéldájaként emlegették: pavilonok, tavak, facsoportok díszítették. Joséphine messze földön híres rózsakertet létesített itt. Malmaison kora egyik leglátogatottabb kastélyává vált.

## Megközelítése
A kastély ma Franciaország egyik nemzeti jelentőségű múzeuma, a nagyközönség által akár tárlatvezetéssel is látogatható. Autóval Párizsból az RN 13 országúton közelíthető meg. Tömegközlekedéssel az RER A-vonalával Gare du Grande Arche állomásig kell utazni, onnan a 258-as busz visz a Le Château megállóhoz.